# NGC 7390
NGC 7390 is een lensvormig sterrenstelsel in het sterrenbeeld Pegasus. Het hemelobject werd op 27 november 1850 ontdekt door de Ierse astronoom William Parsons.

## Synoniemen
- MCG 2-58-20
- ZWG 430.20
- PGC 69837